# Platyzosteria alternans
Platyzosteria alternans är en kackerlacksart som beskrevs av Hanitsch 1934. Platyzosteria alternans ingår i släktet Platyzosteria och familjen storkackerlackor. Inga underarter finns listade i Catalogue of Life.